# Rakovník
Rakovník (pronunție în cehă [ˈrakovɲiːk]; în germană Rakonitz) este un oraș și o comună din districtul omonim din regiunea Boemia Centrală a Cehiei. Are o populație de aproximativ 16.000 de locuitori.
Centrul istoric al orașului este bine conservat și este protejat prin lege ca zonă de monument urban. Nucleul istoric al orașului este Piața Husovo, cu o lungime de 400 de metri, a doua cea mai lungă piață din Cehia. În piață se află primăria din secolul al XVI-lea, cu o fațadă în stil baroc târziu. Partea estică a pieței este dominată de înalta Biserică Sfântul Bartolomeu din secolul al XIV-lea.

## Diviziuni administrative

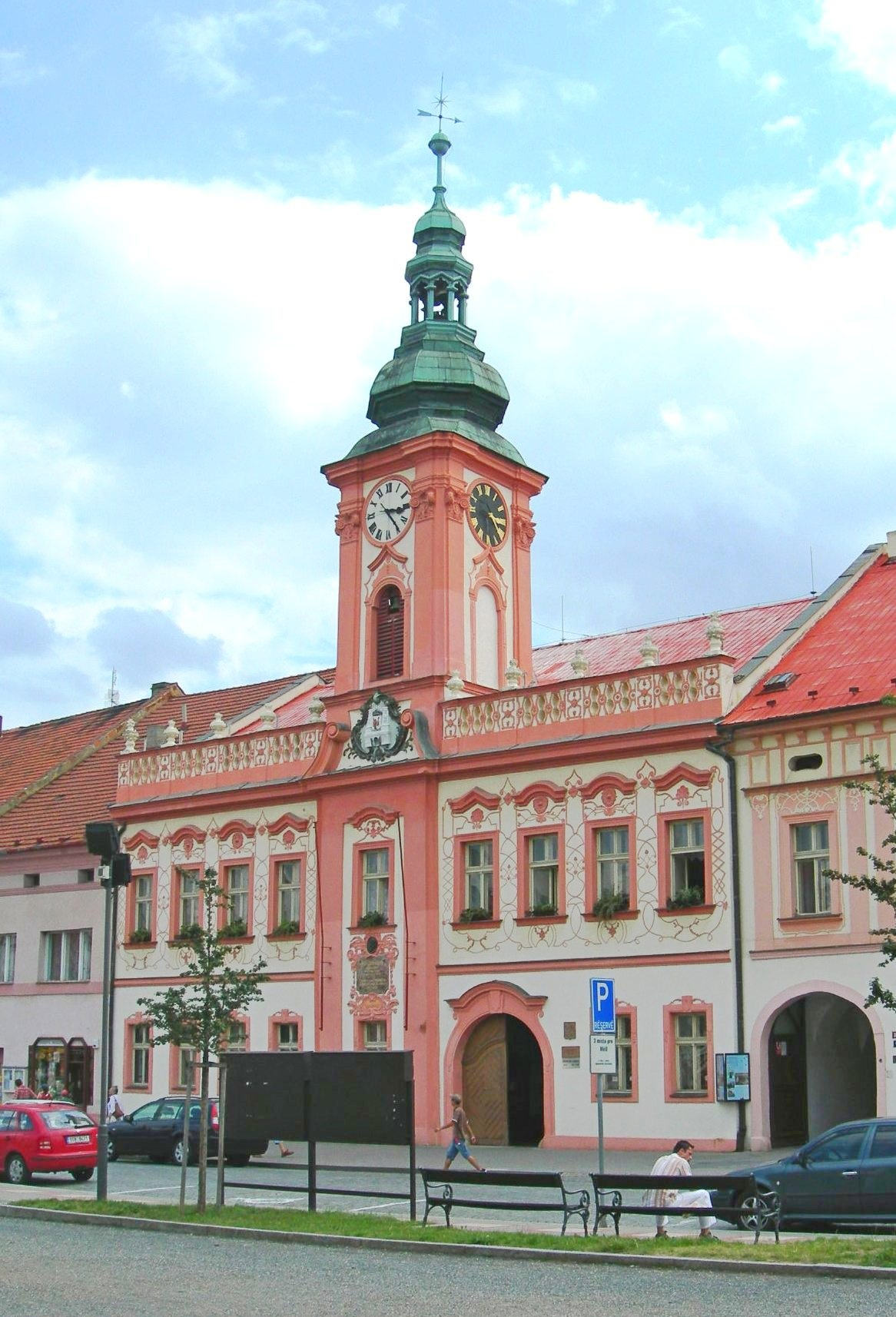
Primăria

Rakovník este alcătuit din două diviziuni administrative (populația este între paranteze conform recensământului din 2021):
- Rakovník I (871)
- Rakovník II (14.502)

## Etimologie
Conform unei legende, numele său ar fi derivat din cuvântul rak (cu sensul de „rac”), care s-a consumat aici în timpul unei perioade de foamete. Astfel, acest crustaceu a fost adoptat pe stema și steagul orașului. Cu toate acestea, numele său a fost cel mai probabil derivat de la tipul de vegetație din zona umedă de lângă un pârâu, care a dat numele pârâului și mai târziu orașului.

## Geografie
Rakovník se află la aproximativ 41 kilometri (25 mi) vest de Praga și la 45 kilometri (28 mi) nord-est de Plzeň. Se găsește în Munții Rakovník, la granița cu aria peisagistică protejată Křivoklátsko. Cel mai înalt punct al comunei se află la 397 metri (1.302 ft) deasupra nivelului mării. Pârâul Rakovnický potok, care are 48,5 km, curge prin oraș.

## Istorie
Prima mențiune scrisă a localității Rakovník datează din anul 1252. Centrul administrativ se afla la Křivoklát în acea perioadă. Rakovník a fost un sat târg care, împreună cu alte sate, se află în împrejurimile Castelului Křivoklát.
În a doua jumătate a secolului al XVI-lea, orașul s-a dezvoltat rapid. Au fost construite zidurile orașului cu porți, a fost înființată Biserica Sfânta Treime cu un cimitir, iar fabricarea berii a prosperat și a devenit cunoscută în întregul regat.
În secolul al XVII-lea, orașul a avut de suferit din cauza Războiului de Treizeci de Ani, a ciumei și a inundațiilor, care au dus la scăderea populației.
O mare dezvoltare a avut loc în secolul al XIX-lea. Au fost create primele oficii independente, s-au ridicat case noi și s-au construit străzi noi. Pe lângă drumurile noi, au fost reparate și cele vechi, iar Rakovník a fost conectat la orașele din zonă. O școală generală a fost inaugurată în anul 1833, aici scriitorul Zikmund Winter⁠(d) a predat în perioada 1874–1884.
Până în 1918, orașul a făcut parte dinAustro-Ungaria, în districtul omonim, unul dintre cele 94 de Bezirkshauptmannschaften din Boemia.
În secolul al XX-lea, a crescut dramatic dezvoltarea vieții sociale și a celei culturale. Au fost construite: Academia de Afaceri, sala de sport și spitalul Masaryk. Cele două războaie mondiale au schimbat enorm viața în Rakovník. Nu s-au dat bătălii propriu-zise în Rakovník, dar mulți oameni au murit în lagărele de concentrare. Cele mai afectate au fost familiile evreiești.
În 1950, Rakovník a devenit oraș reședință de district. După 1945, mulți oameni au venit în oraș.

## Economie

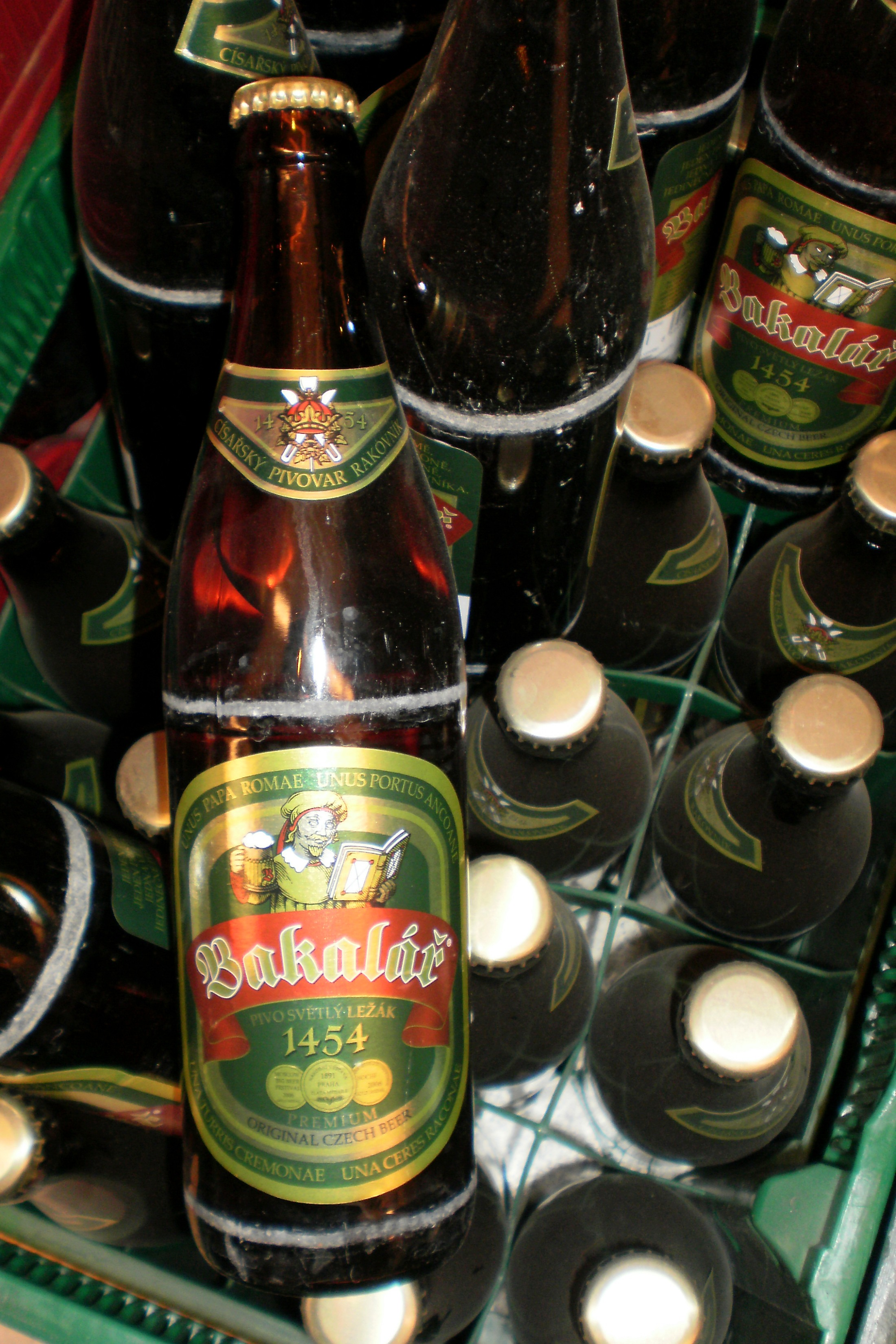
Bere Bakalář

Fabrica de bere din Rakovník a fost ridicată în anul 1454. Aceasta este una dintre cele mai vechi fabrici de bere din Cehia. Berile sunt comercializate sub marca Bakalář. În 2016, au fost fabricate 116.608 hl de bere.
În 1875, a fost deschisă fabrica de săpun Otta. Mai târziu a fost redenumită „Rakona” și astăzi este deținută de Procter & Gamble.
În 1883, a fost fondată o fabrică de ceramică, cunoscută sub numele de Rakovnické keramické závody (Fabrica de ceramică Rakovník). Astăzi, este deținută de Lasselsberger și este cel mai mare producător de articole sanitare din țară.
Zona de lângă Rakovník era cunoscută pentru mineritul de șist argilos. Mineritul a început în 1919 și a încetat în 2018. Exploatarea mineritului a fost oprită în primul rând datorită învechirii tehnologiilor care nu mai îndeplineau cerințele legislative. Astfel exploatarea ulterioară nu mai era profitabilă. Cu toate acestea, se estimează că au rămas în subteran 12 milioane de tone de șist.

## Transporturi
Rakovník este capăt de linie de cale ferată. Mai multe linii de cale ferată leagă orașul de Praga, Kladno, Beroun, Osek, Žlutice⁠(d), Bečov nad Teplou⁠(d) și Blatno.

## Obiective turistice

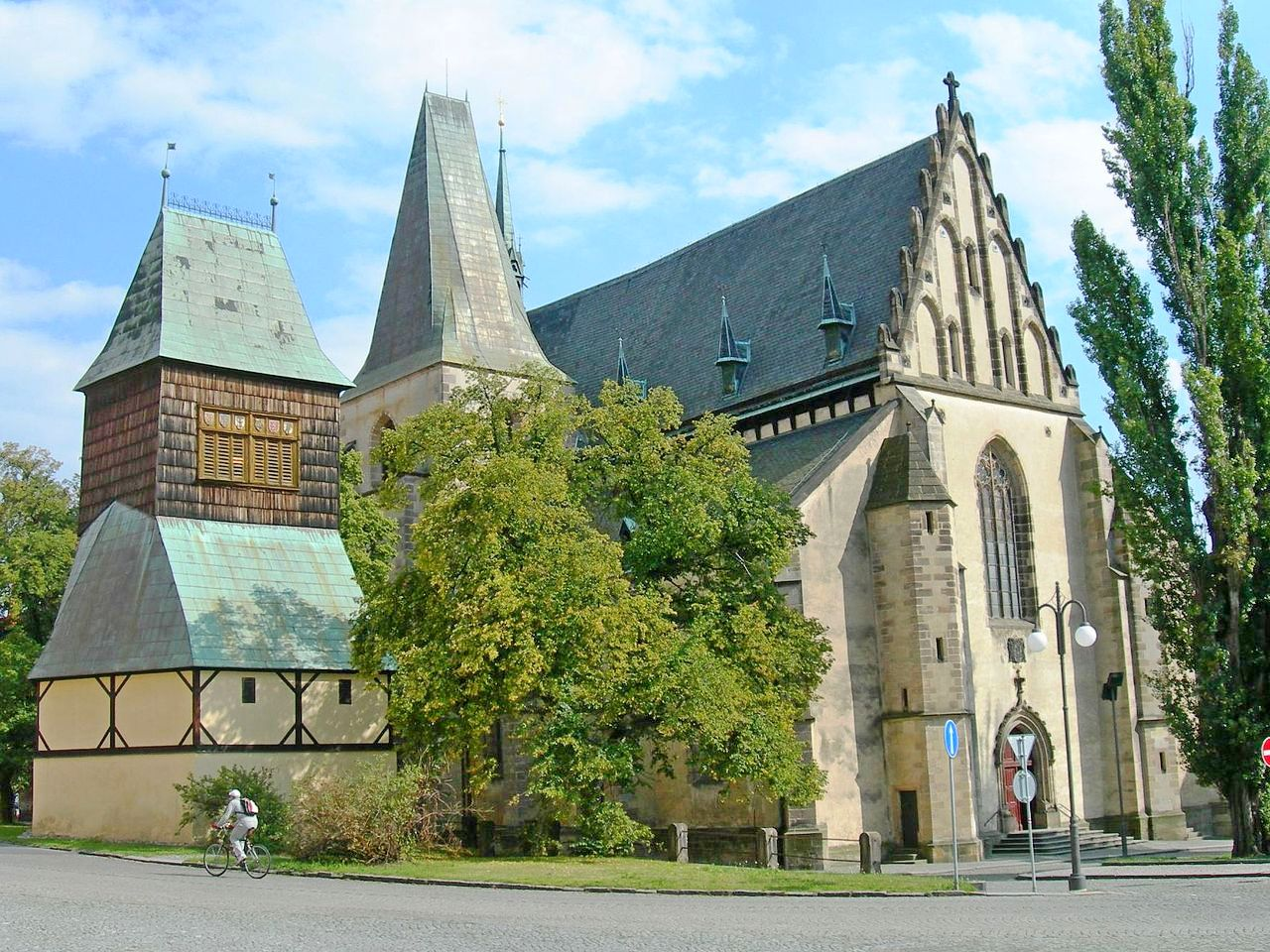
Biserica Sfântul Bartolomeu

Nucleul istoric al orașului este Piața Husovo, cu o lungime de 400 de metri, a doua cea mai lungă piață din Cehia.
În piață se află primăria din secolul al XVI-lea, cu o fațadă în stil baroc târziu. Interiorul primăriei a fost decorat cu o frescă pe tavan care descrie orașul Rakovník de acum cca. 250 de ani.
Partea estică a pieței este dominată de înalta Biserică Sfântul Bartolomeu din secolul al XIV-lea. Biserica a fost construită în locul unei biserici mai vechi, care a avut hramul Sfântul Nicolae. Lângă biserică se află un turn cu clopotniță din 1495. Este considerat cel mai prețios turn gotic cu clopot din Cehia și, de asemenea, unul dintre cele mai valoroase din Europa. Clopotul are un diametru de 1,6 metri.
Alte clădiri notabile din Rakovník includ Biserica Sfânta Treime de la sfârșitul secolului al XVI-lea și Biserica gotică Sfântul Egidiu.
Fosta sinagogă este folosită în prezent în scopuri culturale și sociale. Găzduiește și Galeria Václav Rabas⁠(d).

## Persoane notabile
- Karel Burian⁠(d) (1870–1924), tenor de operă
- Emil Burian⁠(d) (1876–1926), bariton de operă
- Miloslav Ransdorf (1953–2016), om politic
- Joseph Kott (născut în 1957), ucigaș
- Pavel Steidl⁠(d) (născut în 1961), chitarist
- Jan Bidrman⁠(d) (născut în 1966), înotător și antrenor de înot
- Kateřina Jalovcová (născută în 1978), mezzo-soprană de operă
- Tomáš Kaberle⁠(d) (născut în 1978), jucător de hochei pe gheață
- Jana Pechanová⁠(d) (născută în 1981), înotătoare
- Petr Tatíček⁠(d) (născut în 1983), jucător de hochei pe gheață
- Veronika Khek Kubařová⁠(d) (născută în 1987), actriță

## Orașe gemene–orașe înfrățite
Rakovník este înfrățit cu:
- Dietzenbach, Germania
- Kościan, Polonia
- Kráľovský Chlmec, Slovacia